# Chiesa di Sant'Agata al Monte
La chiesa di Sant'Agata al Monte fu fondata da re Pertarito tra il 671 e il 688 e divenne sede di un monastero femminile. Venne demolita nel 1907.

## Storia
La chiesa di Sant'Agata al Monte era inserita all'interno di un monastero benedettino femminile fondato, come riferito da Paolo Diacono, da re Pertarito nei primi anni del suo secondo regno, tra il 671 e il 688. 
L'ente fu fondato per un voto fatto dal sovrano, dal momento che esso era situato nell'angolo sud-occidentale della cerchia muraria romana, in un punto, allora quasi lambito dalle acque del Ticino, dove Pertarito riuscì (il giorno della vigilia di Sant'Agata), calandosi dalle mura grazie a una fune tenuta dallo scudiero Unulfo, a sfuggire ai sicari inviati dall'usurpatore Grimoaldo. 
Il monastero ricevette donazioni e privilegi da parte di diversi sovrani longobardi e, tra l'864 e l'874, il vescovo Litifredo portò nella chiesa le reliquie di santa Onorata. La chiesa venne ricostruita nei primi decenni del XII secolo e fu dotata di tre navate e tiburio. Nel 1242 alle benedettine subentrarono le suore francescane, che mutarono la dedicazione intitolandolo a San Damiano. 
L'ente possedeva numerosi beni fondiari nella campagna di Pavia e in particolare a Roncaro. Negli ultimi anni del XV secolo la chiesa venne restaurata e nel 1512 fu rifatto il coro e vennero eliminate le navate laterali e l'edificio divenne così ad aula unica centrale, inframezzata da un transetto, che divideva i fedeli dalle monache. Sempre nel XVI secolo, fu distrutto, e rifatto, l'altare maggiore, mentre nel 1689 fu innalzata, sul fianco settentrionale della chiesa, la nuova sacrestia. La chiesa svolse anche la funzione di parrocchia fino al 1565, quando essa fu inserita nella parrocchia del duomo. Il monastero venne soppresso nel 1782 e fu acquistato (insieme alla chiesa) dal marchese Giovanni Andrea Bellingeri, che intedeva trasformarlo in un ospedali per i malati di mente, ma, nel 1794, il marchese donò l'immobile all'ospizio per anziani Pio Luogo Pertusati. La chiesa fu officiata fino al 1813, quando venne ridotta a magazzino. Nel 1907 ciò che restava della chiesa venne demolito per dare spazio alla casa Anelli, mentre parte del convento divenne sede della casa di cura Morelli. Lungo via Rotari e via Santa Margherita si conserva il muro di cinta del monastero, che, nel tratto meridionale, reimpiegava parte delle mura urbiche di età romana e altomedievale. Al momento della demolizione della chiesa, il grande affresco rinascimentale dell'abside (realizzato da Giovanni Angelo Sacchi e Alberto Ferrari da Grado tra il 1502 e il 1504) venne strappato e fini nelle collezioni del Philadelphia Museum of Art, dove rimase fino al 1997, quando il museo statunitense decise di restituire l'opera a Pavia, ed è esposto presso i Musei Civici. 

Sempre nei Musei Civici si conservano materiali di spoglio in marmo e arenaria provenienti dalla chiesa e acquistati dal comune di Pavia nel 1981, tra i quali vanno annoverati diversi rilievi romanici, risalenti alla ricostruzione dell'edificio nel XII secolo, e, soprattutto, un ricco corpus di epigrafi (molte di esse frammentarie) in marmo dotate di eleganti decorazioni e cornici di età longobarda, quasi tutte riferibili a badesse, tra le quali vi anche quella di Cunicperga (prima metà del VIII secolo), figlia di re Cuniperto e nipote di Pertarito.

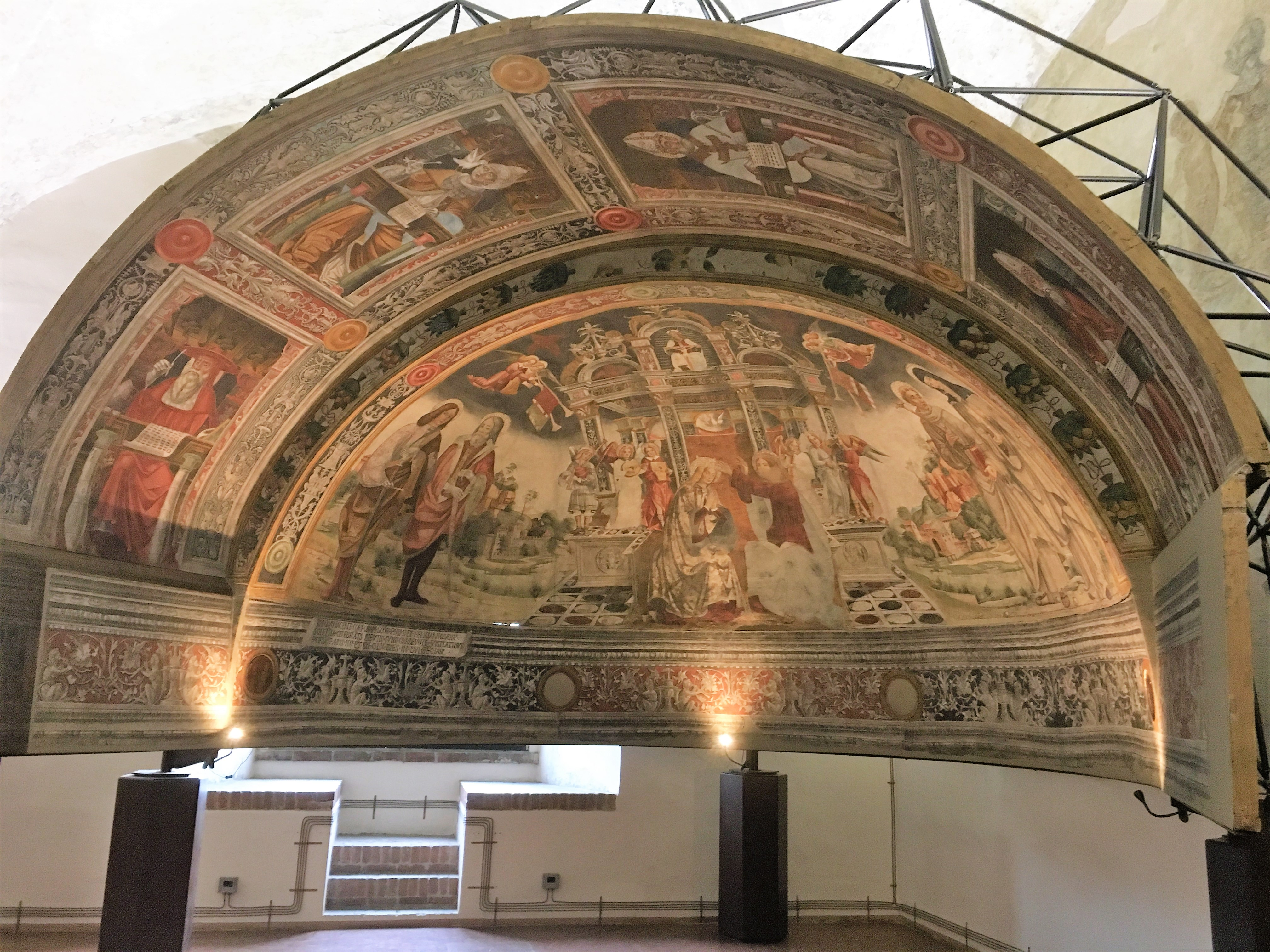
L'affresco dell'abside, Pavia, Musei Civici.
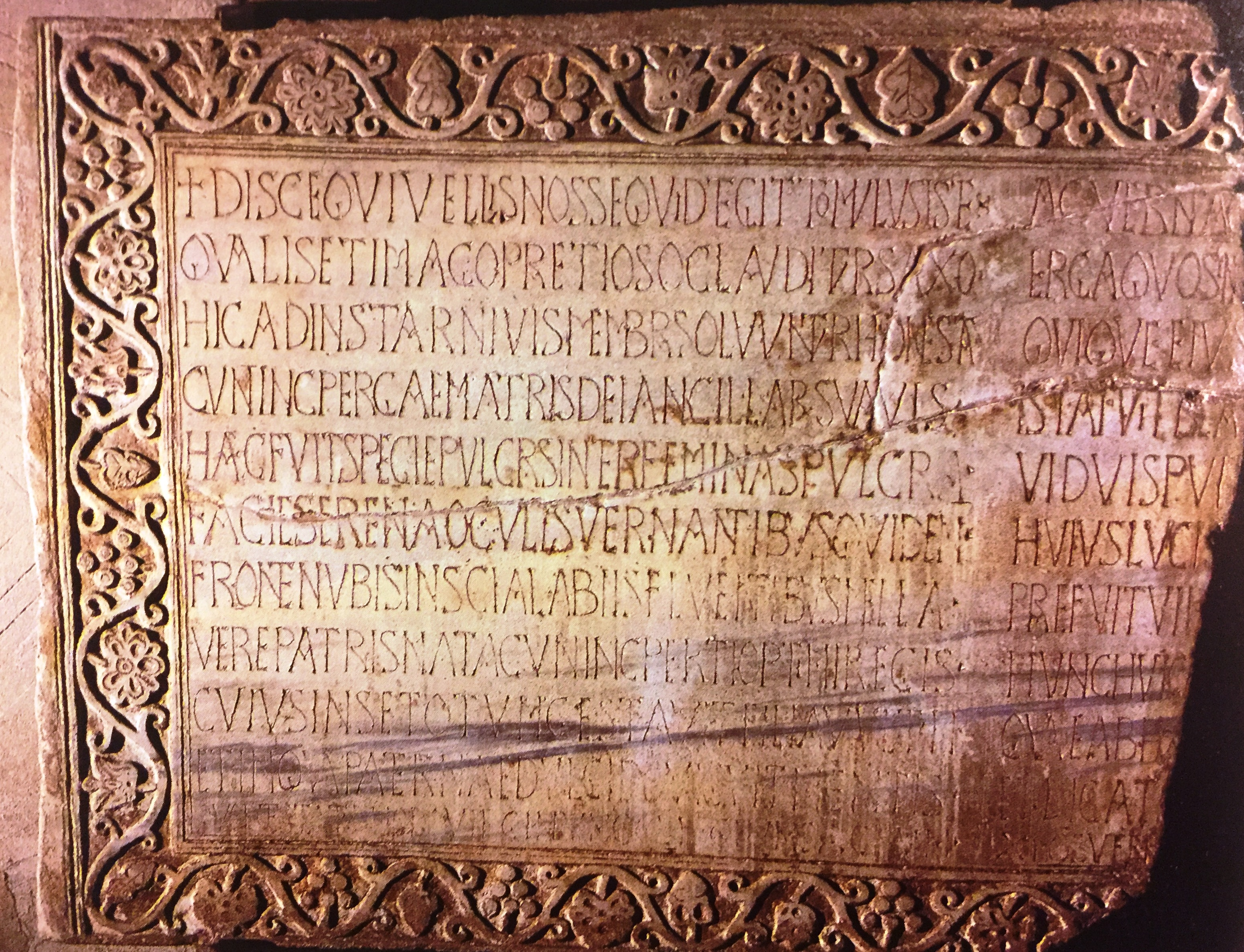
L'epigrafe di Cunicperga, figlia di re Cuniperto (prima metà del VIII secolo), Pavia, Musei Civici.
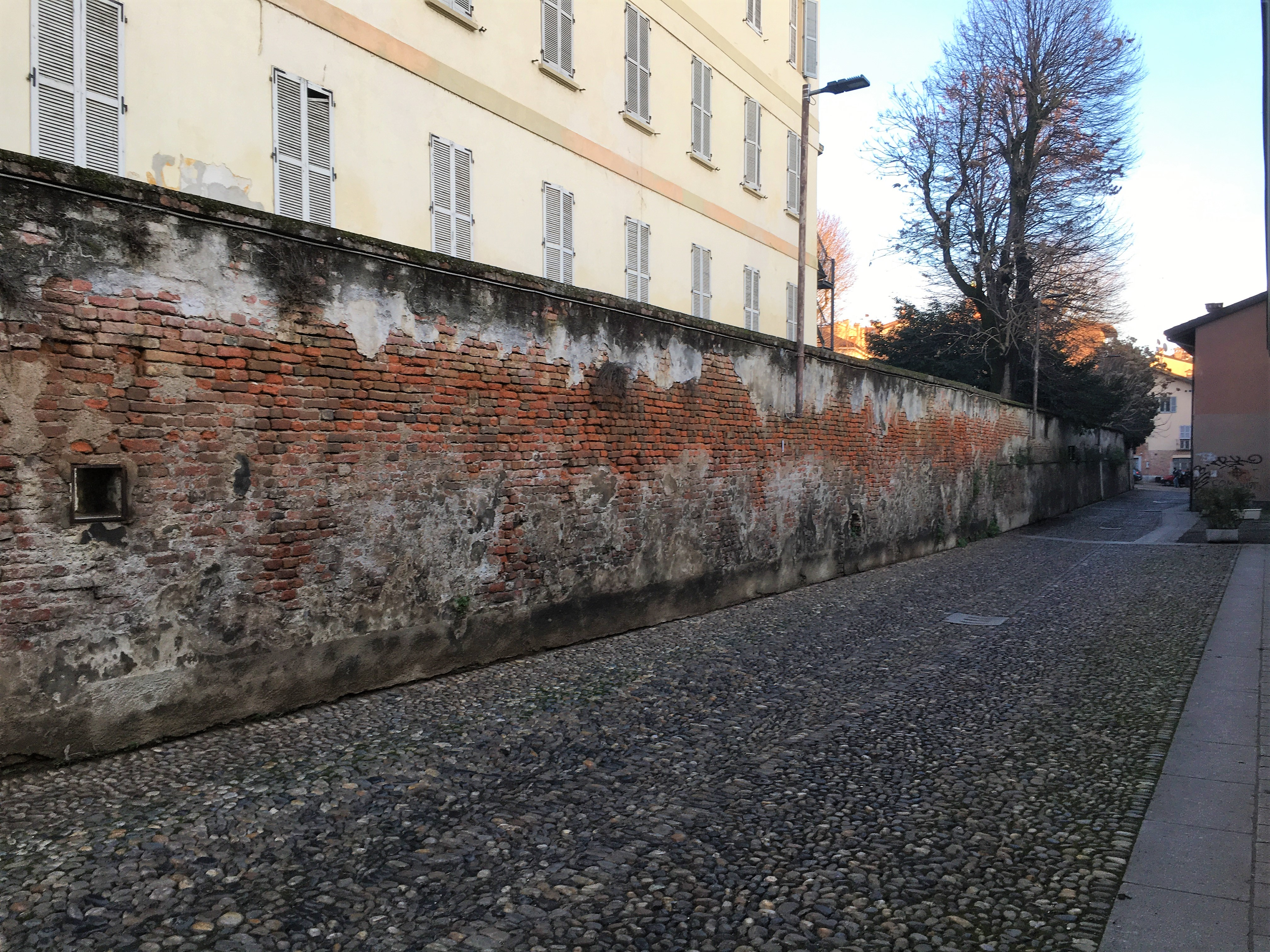
Via Santa Margherita, resti delle mura di età romana e altomedievale di Pavia, poi riutilizzate come muro di cinta del monastero. Da qui probabilmente sfuggì Pertarito ai sicari di Grimoaldo.